# Sextus Caecilius Volusianus
Pour les articles homonymes, voir Volusianus.
Sextus Caecilius Volusianus est un homme politique de l'Empire romain.

## Biographie
Il est le fils d'un Sextus Caecilius et de sa femme Fulvia Numisia Aemiliana, et petit-fils maternel de Lucius Fulvius Rusticus Aemilianus et de sa femme Gavia.
Il est consul suffect à une date inconnue.
Il est le père de Caecilia, femme de Gnaeus Petronius Probatus Junior Justus.